# Вагнер, Динара Мергеновна
Динара Мергеновна Вагнер (урожд. Дорджиева; род. 25 мая 1999, Элиста) — немецкая и российская шахматистка, гроссмейстер среди женщин (2020), международный мастер (2023). В составе сборной Германии участница Шахматной олимпиады (2022). Чемпионка Германии (2025).

## Биография и карьера
Динара Мергеновна Дорджиева родилась в Элисте. В детстве она 5 раз побеждала в молодёжном чемпионате России. В 2016 году заняла третье место на чемпионате мира среди юниорок. В 2019 году показала лучший результат среди женщин на чемпионате Европы по быстрым шахматам, а в 2020 стала международным гроссмейстером среди женщин.
Динара Вагнер окончила Высшую школу экономики, где изучала дисциплину «Мировая экономика». После окончания вуза переехала в Гейдельберг, где продолжила обучение в Гейдельбергском университете. В 2022 году вышла замуж за гроссмейстера Денниса Вагнера.

### 2022
После начала российского вторжения на Украину Динара Вагнер покинула ФШР и временно выступала под флагом ФИДЕ. С мая 2022 года начала выступать под флагом Германии. В том же году она выиграла турнир Women's German Masters, что позволило ей принять участие в серии турниров Гран-при ФИДЕ среди женщин, являющегося частью отборочного цикла.
В августе 2022 года в составе сборной Германии выступила на Шахматной олимпиаде, где играла на четвёртой доске и набрала 6,5 очков из 9.

### Гран-при ФИДЕ среди женщин 2022/23
Из всех участниц Гран-при ФИДЕ у Динары Вагнер был самый низкий рейтинг: она отставала от ближайшей по рейтингу участницы на 100 пунктов.
Первый этап Гран-при проходил в Астане. Динара Вагнер начала этот турнир с двух поражений, но затем после ничьей в 3-м туре выиграла партию у Александры Костенюк. Помимо этого, она победила Алину Кашлинскую и Полину Шувалову, но при этом проиграла ещё две партии и завершила турнир с результатом 5/11 (+3-4=4). Этот результат обеспечил ей первую норму международного мастера.
На турнире в Мюнхене Вагнер выступила неудачно и заняла последнее место.
На последнем этапе Гран-при в Никосии Вагнер заняла первое место, набрав 7 очков из 11, обыграв Александру Горячкину и Екатерину Лагно и выполнив первую норму гроссмейстера.

### 2023
В июле 2023 года Динара Вагнер выиграла турнир Sportland NRW Cup, проходивший по круговой системе в Дортмунде, и выполнила вторую норму гроссмейстера.
Также в июле Динара Вагнер выиграла женский чемпионат Германии по блицу с результатом 25/26.